# アウトビアンキ・A112
A112 (Autobianchi A112) は、イタリアの自動車メーカーであるアウトビアンキがかつて販売していたハッチバックタイプの小型乗用車である。

## 概要
1969年デビュー。850からキャリーオーバーされた903 ccの直列4気筒OHVエンジンを横置きで搭載し、その脇にトランスミッションとディファレンシャルを配置して不等長のドライブシャフトで前輪を駆動する。いわゆる「ダンテ・ジアコーサ式」の前輪駆動システムであり、プリムラとフィアット・128で先んじて採用されていたもので、A112ではフィアット・127の先行開発車という位置づけから採用された。
A112の目的はあくまで市場の評価を確かめるためのもので、その後発売された127は市場で大成功を収めたため、A112の当初の目的は成し遂げられた格好となった。しかし、1970年代後半になってアバルト仕様の人気が上昇したこともあり、後継のY10が登場した後も1986年まで生産された。
日本ではジヤクスが輸入したことでも知られる。

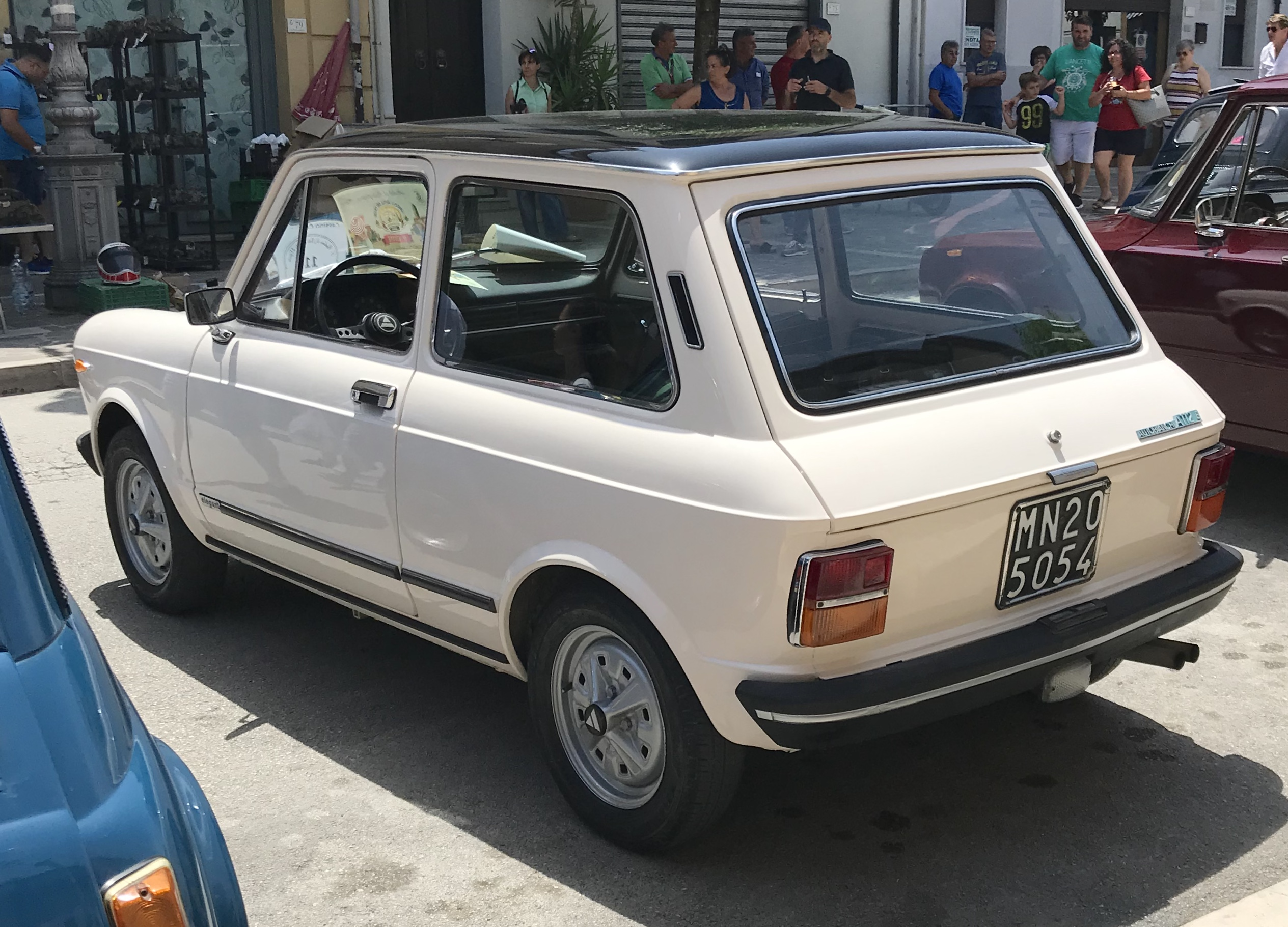
シリーズ2 リア
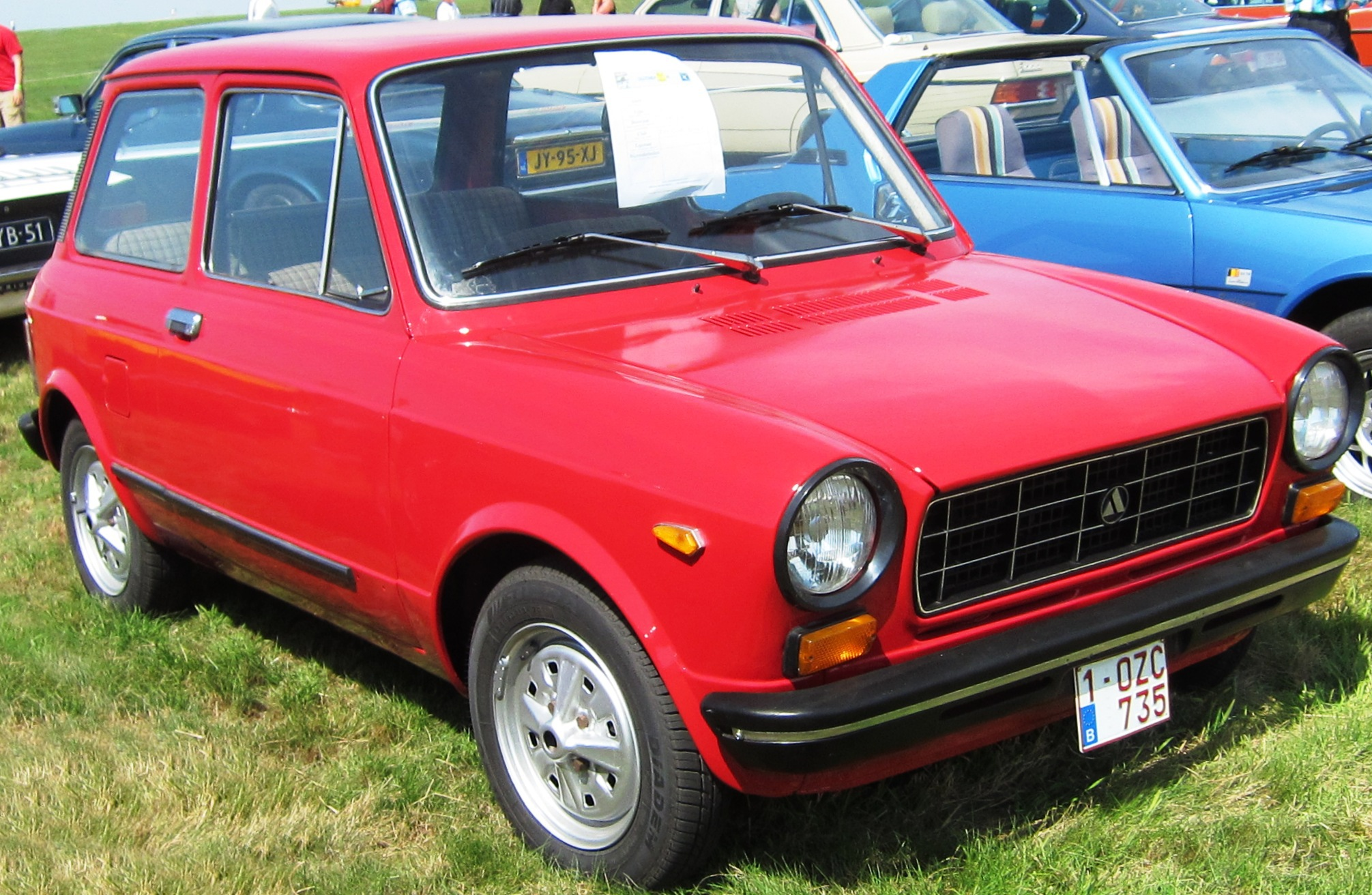
シリーズ3
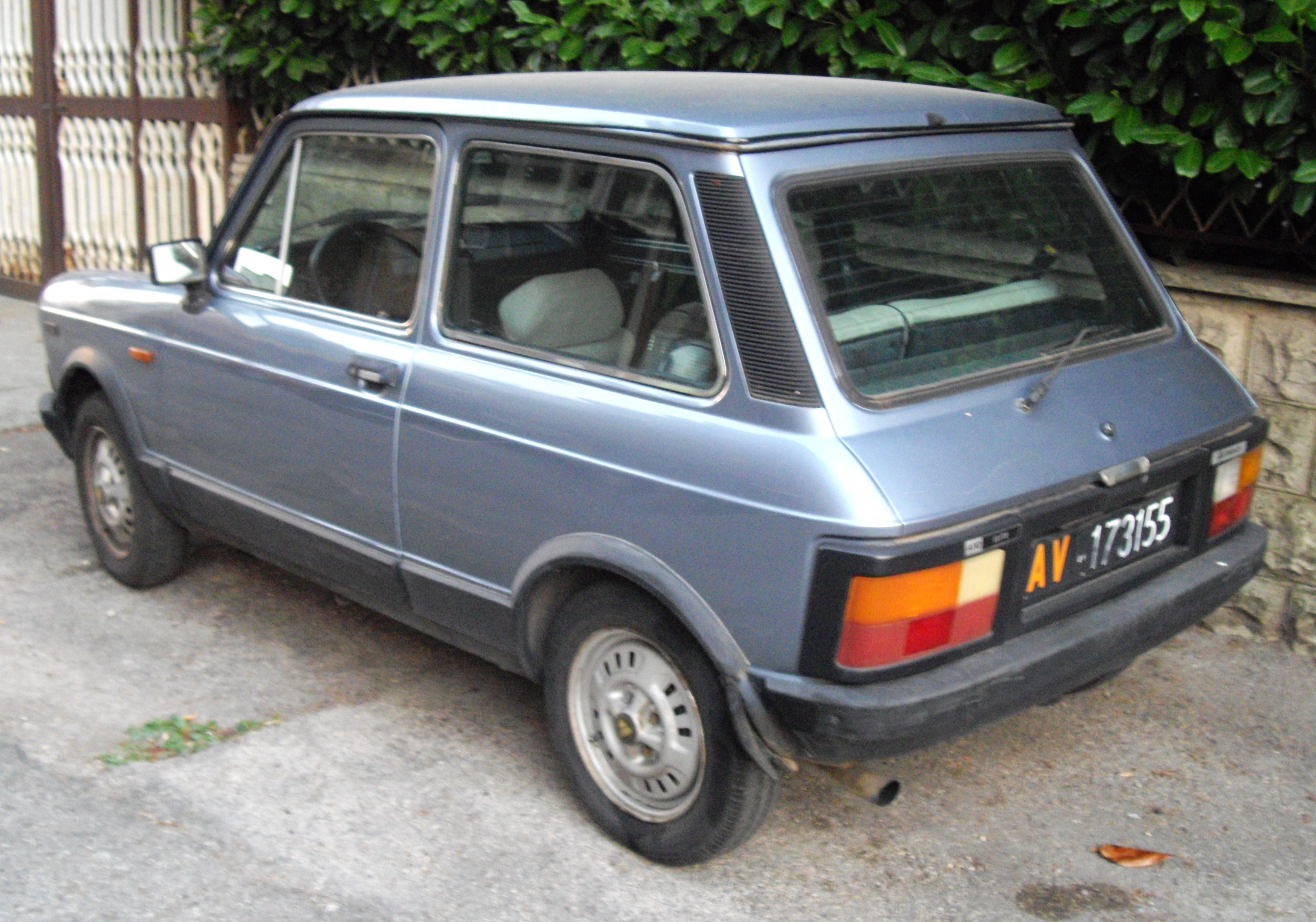
シリーズ5 リア
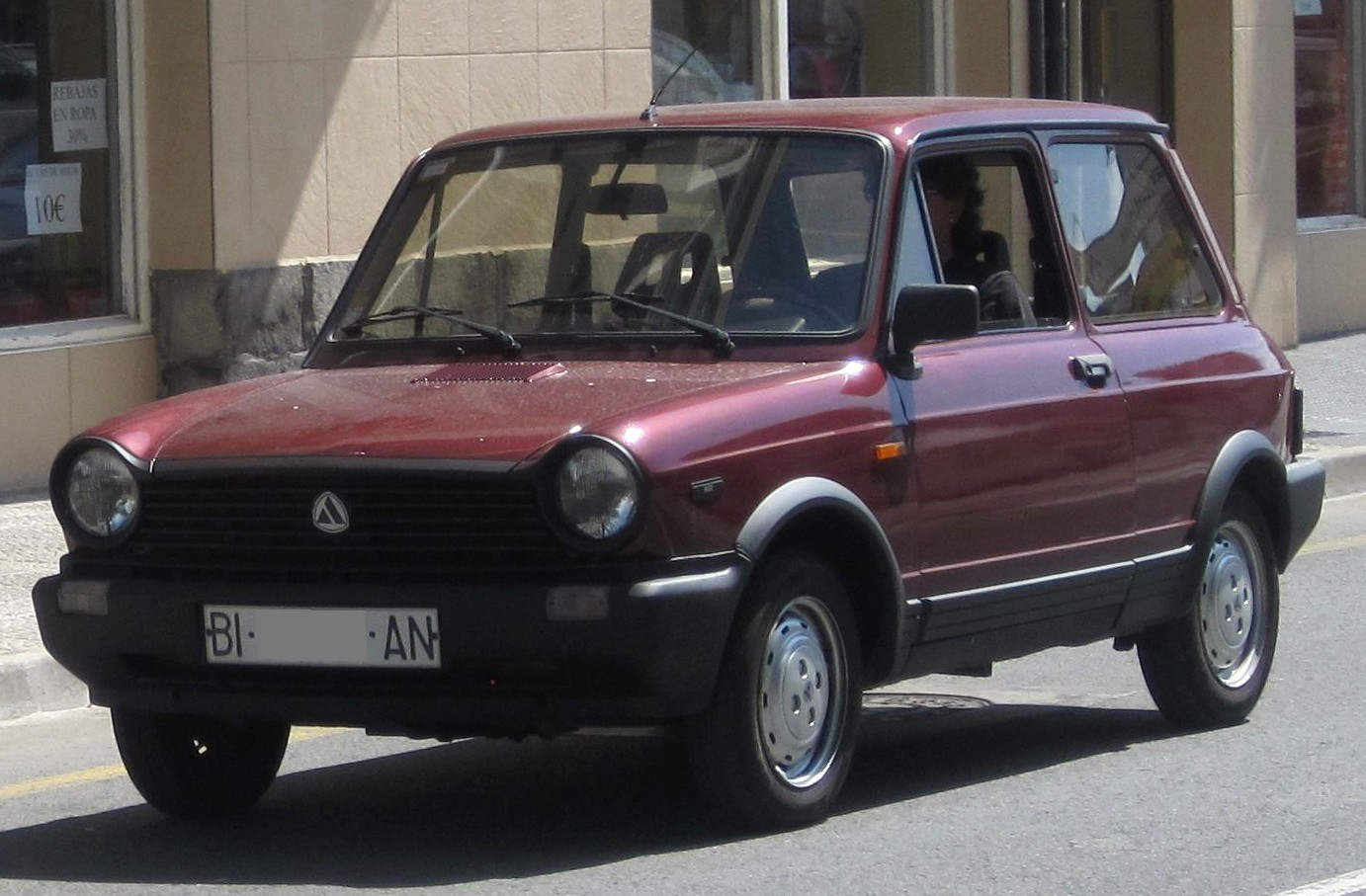
シリーズ8

## 年表
- 1969年 - 発売。当初は「ノルマーレ」（903 cc / 47 PS）の単一グレード展開。
- 1971年 - 装備の充実を図った上級グレード「E」（903 cc / 47 PS）ならびにスポーツバージョン「アバルト」を追加。
- 1973年 - シリーズ2 (Seconda serie) に移行。「E」は「エレガント」に名称変更。
- 1975年 - シリーズ3 (Terza serie) に移行。排出ガス規制により最高出力が低下（ノルマーレ：42 PS、エレガント：45 PS）。
- 1976年 - シリーズ4 (Quarta serie,Nuova A112) に移行。フロントグリルとライトリムの一体化など、内外装の近代化が図られる。「エレガント」のエンジンを変更（965 cc / 48 PS）。
- 1979年 - シリーズ5 (Quinta serie) に移行。「ノルマーレ」は「ジュニア」に名称変更し、5速MT搭載の最上級グレード「エリート」（965 cc / 48 PS）を追加。
- 1982年 - シリーズ6 (Sesta serie) に移行。「エリート」に代わる最上級グレード「LX」（965 cc / 48 PS）を追加。「エリート」は中級グレードに格下げされ、「エレガント」は廃止。
- 1984年 - シリーズ7 (Settima serie) に移行。内外装の変更が中心。
- 1985年 - シリーズ8 (Ottava serie / Unificata) に移行。後継となるY10の登場に伴い、ベースモデル（名称なし）のみの単一グレード展開に縮小。
- 1986年 - 販売終了。総生産台数は125万4,178台。

## アバルト仕様
1970年、アバルトがチューニングを施したレーシングプロトタイプ「A112プロトティーポ」を発表。1000TCRで採用されたテスタ・ラディアーレヘッドを搭載し、982 ccで最高出力108 PS、最高速度208 km/hというパフォーマンスを発揮したが、市販化には至らなかった。
翌1971年、フィアットに買収され新体制となったアバルトが最初に開発したのが、A112のスポーツモデル「A112アバルト」であった。982 ccのエンジンにチューニングを施し、最高出力58 PS、最高速度150 km/h。トランスミッションは4速MTが組み合わせられた。
シリーズ3では排気量を1,050 ccに拡大し、チューニングの変更とあわせて最高出力を70 PSまで向上させ、最高速度は160 km/hに達した（従来の982 cc仕様も1976年まで併売）。
シリーズ5でMTが5速化され、シリーズ6では大型バンパーを採用。シリーズ7ではフロントバンパーにフォグランプが組み込まれ、リアガーニッシュにアバルトのロゴ入りリフレクターが採用された。
日本には1982年からシリーズ5以降のモデルが正規輸入され、当時の輸入車としては手頃な189万円という価格から人気を博し、アバルトの名称を国内に広く浸透させることに貢献した。

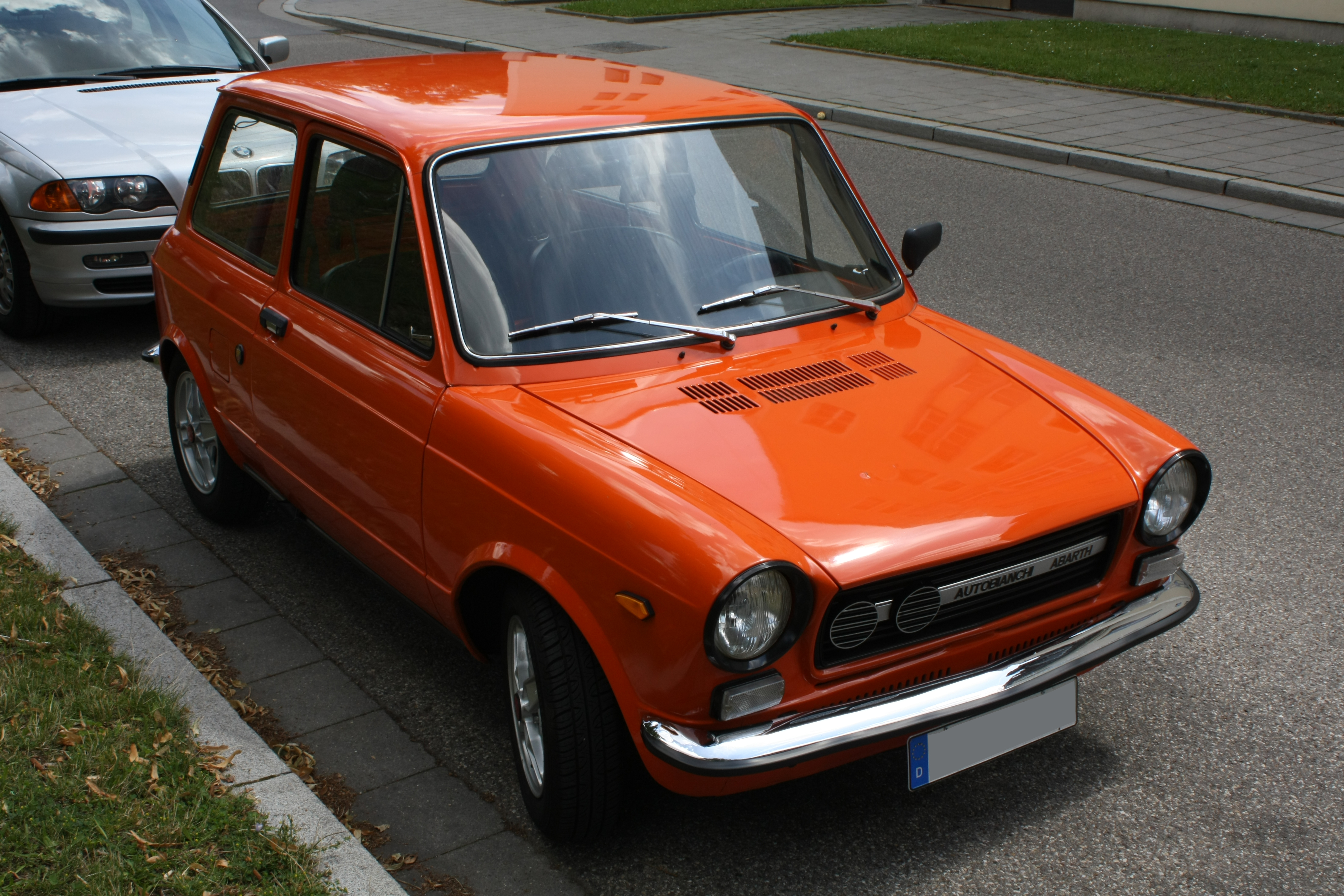
アバルト シリーズ1
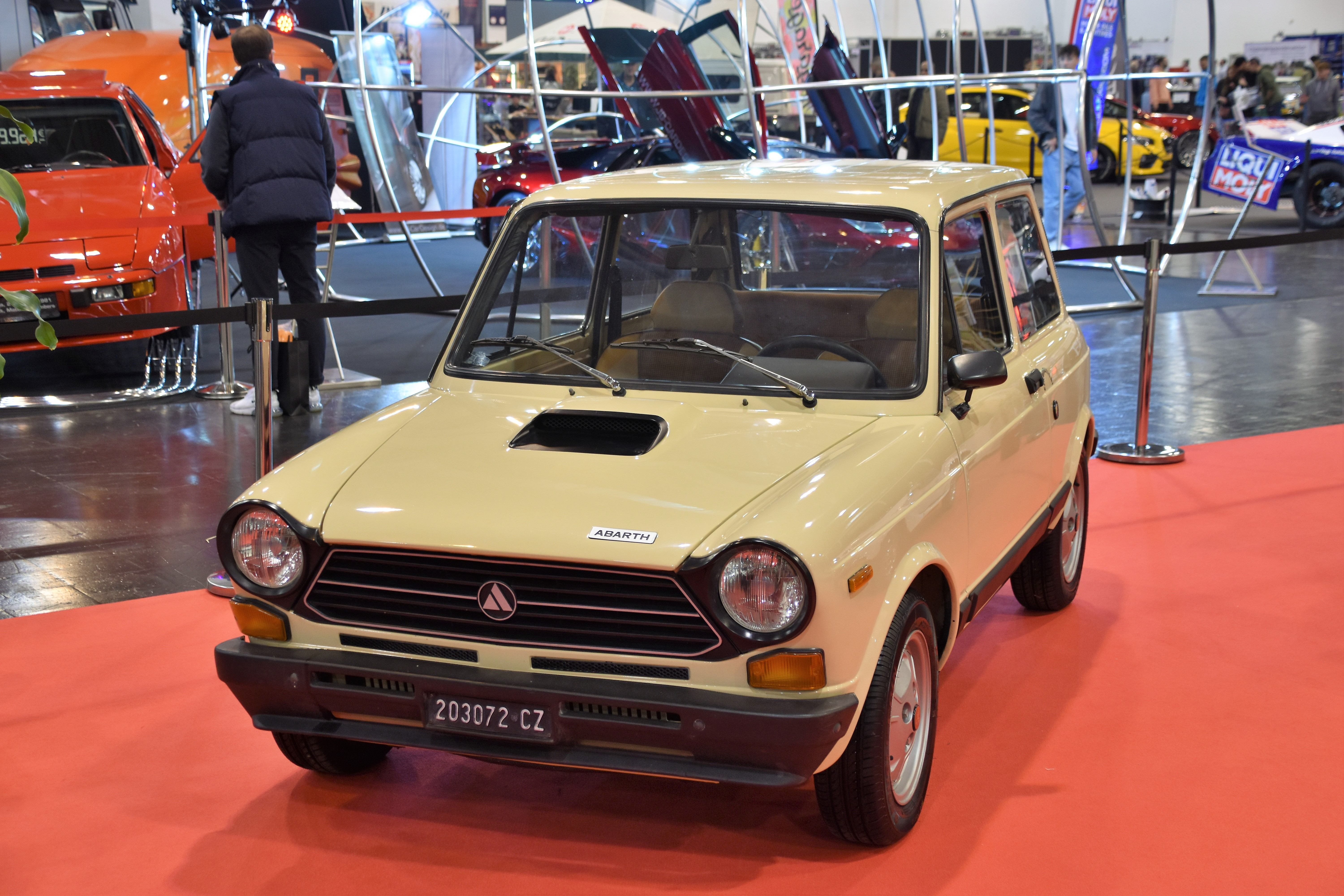
アバルト シリーズ4
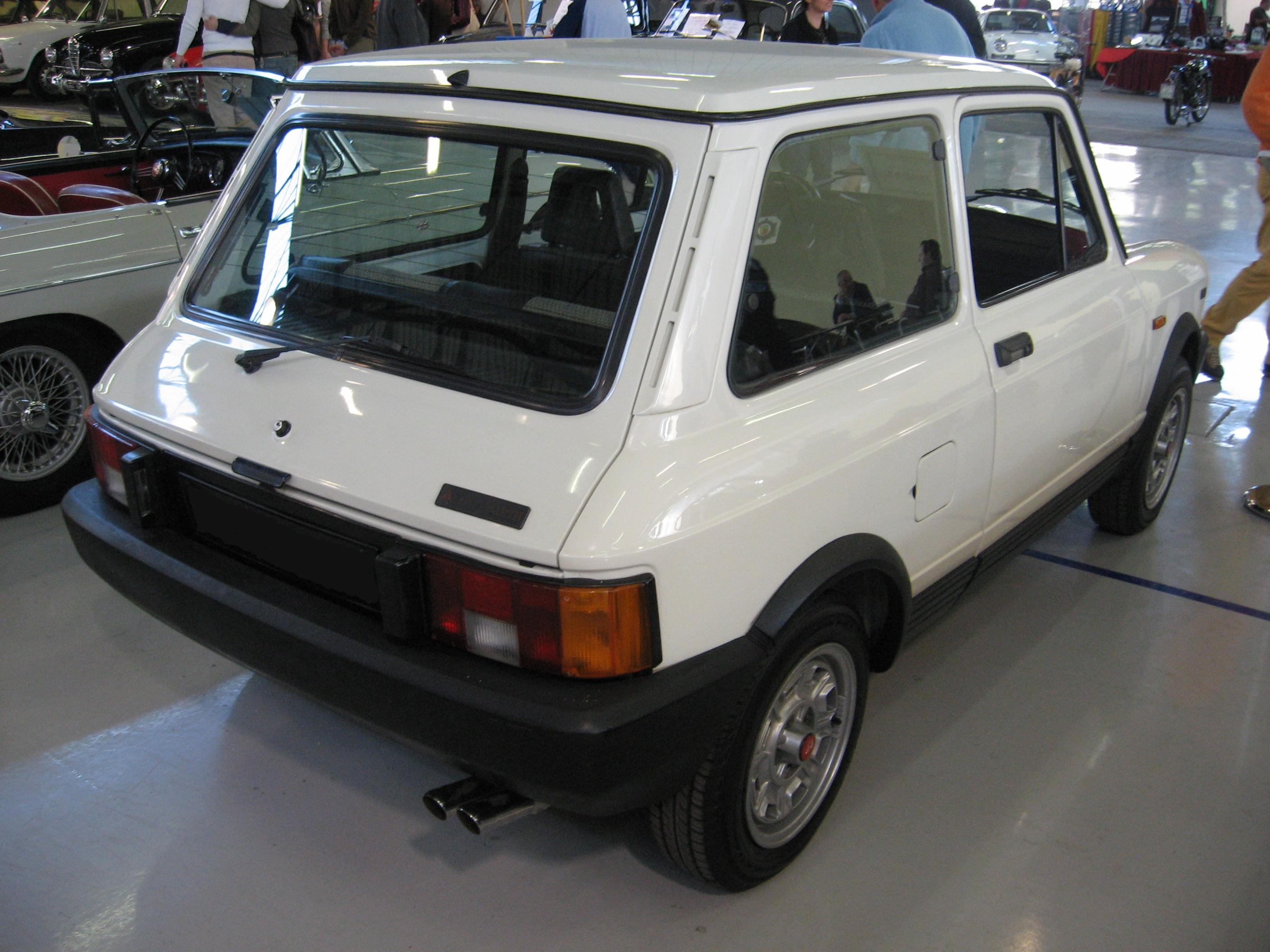
アバルト シリーズ6 リア

### モータースポーツ
親会社フィアットの意向により、ラリーにおいてはすでに124ラリーやランチア車での活動に集中していた関係上、販売戦略的に小型車クラスであるA112でのラリー活動には興味を示していなかった。
しかし、1975年にシリーズ3が発売されると、同車によるワンメイクラリーがヨーロッパ各国で開催される。中でもフランスでは特に盛んで「クープ・アウトビアンキ・アバルト」ラリーがシリーズ戦として行われ、本国イタリアでも「A112アバルト・70HPトロフィー」ラリーをメーカーイベントとして開催していく。これに応じてフィアットは、ラリー用にアバルトの専用チューンを施した97馬力仕様のA112をGr.2仕様として公認を取得し、イタリア国内ラリーを中心に参戦し始める。　　　　　　　　　　　　　　　　　　 
1976年、次年にはフィアットの持ち駒として131アバルトが控えていたこともあり、他チームの別車種による分散エントリーとして地元中心にラリー・モンテカルロにはA112アバルトをフィアット側は5台、地元プライベーターのシャルドネ側1台でGr.1にエントリー。ライバルにはアルファロメオ・2000GTVやBMW・2002tiiなど排気量の大きいマシンがひしめく中、5台が完走した。Gr.2エントリーとした翌1977年、モンテカルロではシュコダ・130RSの2台に勝利は許したものの、3台が3、4、5位での完走を果たす。ツール・ド・コルスではシャルドネ・チームがGr.2エントリーとし、オペルチームのエンジン仕様の違いによる分散エントリーやプジョーにより混戦となっているもののグループ2位、総合15位に入っている。1978年はRACラリー1戦のみ英国での販売網の違いによりGr.1エントリーによるランチアチームに託された。しかし、この年は他社のGr.1、2ラリーカーも若手であった選手陣が相当力をつけており、フィアットのWRC Gr.1、2参戦対象は次年のモンテカルロからフィアット・リトモアバルトへとスイッチしていく。